# 斯捷潘·叶梅利亚诺夫
斯捷潘·费奥多罗维奇·叶梅利亚诺夫（俄語：Степан Фёдорович Емельянов，1902年—1988年）主持格鲁吉亚大清洗的领导人之一，斯大林去世后被提拔为阿塞拜疆国家安全部部长，1953年贝利亚被捕后，被免职逮捕判刑。